# Surice
Surice ist ein Dorf und eine ehemalige Gemeinde in der belgischen Provinz Namur.
Der Ort gehört seit der Kommunalreform des Jahres 1977 zur Gemeinde Philippeville. Er liegt östlich von Philippeville und zählt 452 Einwohner (Stand 2009).
Im Ersten Weltkrieg kam es im Bereich von Surice zu Kämpfen zwischen französischen und deutschen Truppen. Als Vergeltung für in diesem Zusammenhang vermutlich von Zivilisten aus der Ortslage von Surice auf deutsches Militär verübte Angriffe, wurde das Dorf am 25. August 1914 von deutschen Einheiten umstellt und männliche Dorfbewohner erschossen. 56 Einwohner Surices wurden dabei getötet, 132 Häuser niedergebrannt.

## Bauwerke
Im Dorf befindet sich eine in der Zeit der Renaissance entstandene Dorfkirche, wobei der Kirchturm bereits auf das 11. Jahrhundert zurückgeht.

## Persönlichkeiten
Bei den Kämpfen um Surice im Ersten Weltkrieg wurde auch der deutsche Oberst Rudolph Hammer (1862–1926) verwundet.